# Стрельба на летних Олимпийских играх 2000 — скорострельный пистолет, 25 метров (мужчины)
В рамках соревнований по стрельбе на летних Олимпийских играх 2000 года 20 и 21 сентября состоялся турнир по стрельбе из скорострельного пистолета с дистанции 25 м. В турнире приняли участие 20 спортсменов из 17 стран мира: каждая страна могла заявить не более двух стрелков на данный турнир. Турнир прошёл в международном стрелковом центре.
Чемпионом игр стал представлявший Россию Сергей Алифиренко: это была первая золотая медаль у России после распада СССР в спортивной стрельбе и единственная золотая медаль России в стрельбе на играх Сиднея. Серебряным призёром стал Мишель Ансерме, который завоевал первую медаль Швейцарии в стрельбе с 1920 года. Румын Юлиан Райча стал бронзовым призёром, принеся румынам первую награду в стрельбе с 1984 года. Сенсационное поражение в финале потерпел фаворит игр, олимпийский чемпион 1992 и 1996 годов и чемпион мира 1990 и 1998 годов немец Ральф Шуман: в предварительном раунде он занял только 7-е место из-за нескольких промахов, а в финале занял только 5-е место, лишившись двух очков после попытки опротестовать свои результаты.

## Предыстория
Медали в стрельбе из пистолета с 25 м разыгрывались в 21-й раз с учётом предшествующих дисциплин в стрельбе из пистолетов разного калибра: медали не разыгрывались только в 1904, 1928 и 1908 годах, также с 1968 по 1980 годы проводился розыгрыш медалей среди женщин в рамках единого события. В первых пяти розыгрышах на Играх правила соревнований значительно отличались друг от друга: в 1932 году началось формирование современных правил, которые значительно отличались от правил 1924 года, но применялись и на Олимпиаде 1936 года. Очередное изменение регламента состоялось на первой послевоенной Олимпиаде 1948 года, а в 1984 году на играх были представлены отдельные соревнования по стрельбе среди женщин, в том числе и по стрельбе из пистолета с 25 м (по регламенту они были схожи с соревнованиями по стрельбе из пистолета центрального боя с дистанции 25 м, не входящими в олимпийскую программу).

## Участники
В соревновании по стрельбе из скорострельного пистолета с дистанции 25 м приняли участие 20 спортсменов из 17 стран мира. Среди них были шесть участников финала соревнования по этой дисциплине в Атланте: чемпион игр 1992 и 1996 годов немец Ральф Шуман, серебряный призёр игр 1996 года болгарин Эмил Милев, бронзовый призёр игр 1992 и 1996 годов казахстанец Владимир Вохмянин, дважды занимавший четвёртое место в 1992 и 1996 годах поляк Кшиштоф Кухарчик, занявший 7-е место в финале 1996 года венгр Лайош Палинкаш и занявший 8-е место в финале 1996 года ещё один немец Даниэль Леонхард.
Ральф Шуман был фаворитом турнира, поскольку на его счету были не только победы на Олимпиадах 1992 и 1996 года, но и золотые медали чемпионатов мира 1990 и 1998 года, а также мировые рекорды в квалификации и финальной части. Его конкурентами были занявшие 2-е и 3-е места на чемпионате мира 1998 года Даниэль Леонхард и Юлиан Райча. Эти игры стали первыми, на которых выступил в этой дисциплине спортсмен от Белоруссии (Олег Хвацовас); также на играх в 18-й раз в истории выступили США, поставив рекорд по количеству игр, на которых в стрельбе из пистолета выступал хотя бы один американский спортсмен.

## Регламент
Турнир делился на квалификационный этап и финальный этап. Правила квалификационного этапа с 1988 года были схожи с правилами олимпийских турниров по стрельбе, начиная с 1948 года и заканчивая 1984 годом. Финал соревнований по стрельбе был представлен впервые в 1988 году и проходил в два этапа. В 1992 году был представлен полуфинал из двух этапов для восьми участников, четверо из которых выходили в двухэтапный финал. В 1996 году полуфинал упразднили, вернув финал с восемью участниками.
- Каждый стрелок в квалификационном этапе должен был сделать по 60 выстрелов, которые делились на два раунда по 30 выстрелов каждый. Каждый раунд делился на две стадии по 15 выстрелов, в каждой стадии было три серии выстрелов (по 5 выстрелов каждая). В первой серии у стрелка было 8 секунд на прицеливание и стрельбу, во второй серии — 6 секунд, в третьей — 4 секунды. В финал выходили восемь лучших стрелков. Максимальный результат в квалификации составлял 600 очков: таким образом, каждое попадание могло стоить максимум 10 очков[6].
- В финале каждый стрелок должен был за 4 секунды поразить 10 мишеней: каждый выстрел оценивался уже не целыми баллами, а с точностью до десятых. Один выстрел мог быть оценен до 10,9 баллов, что давало в принципе возможность выбить 109 очков в финале. Гипотетически можно было набрать по сумме квалификации и финала 709 баллов: победитель определялся по сумме результатов в квалификации и финале[6].

С 1948 по 1988 годы в качестве мишеней использовались силуэты, однако в 1992 году стали использоваться мишени круглой формы, а с 1960 года для определения начали оценивать не итоговое количество попаданий, а точность произведённых выстрелов.

## Рекорды
На момент начала игр были зафиксированы четыре рекорда в квалификационных и финальных этапах чемпионатов мира и Олимпиад, которые поставил один и тот же человек — Ральф Шуман, чемпион игр 1992 и 1996 годов.
- Мировой рекорд в квалификации: 597 очков (14 июня 1995, Мюнхен)
- Олимпийский рекорд в квалификации: 596 очков (25 июля 1996, Атланта)
- Мировой рекорд в финале: 699,7 очков (8 июня 1994, Барселона)
- Олимпийский рекорд в финале: 698 очков (25 июля 1996, Атланта)

## Расписание
Приводится местное время.
| Дата                      | Время | Раунд                        |
| ------------------------- | ----- | ---------------------------- |
| Среда, 20 сентября 2000   | 10:00 | Квалификация: сессия 1       |
| Четверг, 21 сентября 2000 | 10:00 | Квалификация: сессия 2 Финал |

## Квалификация
| Место | Спортсмен             | Страна    | Раунд 1 | Раунд 2 | Итого | Результат                                                                                                   |
| ----- | --------------------- | --------- | ------- | ------- | ----- | --- |
| 1     | Юлиан Райча           | Румыния   | 291     | 296     | 587   | Квалифицировался                                                                                            |
| 2     | Сергей Алифиренко     | Россия    | 293     | 294     | 587   | Квалифицировался                                                                                            |
| 3     | Мишель Ансерме        | Швейцария | 295     | 292     | 587   | Квалифицировался                                                                                            |
| 4     | Эмил Милев            | Болгария  | 290     | 296     | 586   | Квалифицировался                                                                                            |
| 5     | Олег Хвацовас         | Беларусь  | 295     | 291     | 586   | Квалифицировался                                                                                            |
| 6     | Афанасий Кузьмин      | Латвия    | 290     | 295     | 585   | Квалифицировался                                                                                            |
| 7     | Ральф Шуман           | Германия  | 289     | 295     | 584   | Квалифицировался по итогам 4-секундной серии (100 баллов), но лишён двух баллов после отклонённого протеста |
| 8     | Кшиштоф Кухарчик      | Польша    | 292     | 292     | 584   | Квалифицировался по итогам 4-секундной серии (100 баллов)                                                   |
| 9     | Даниэль Леонхард      | Германия  | 291     | 293     | 584   | Проиграл квалификацию по итогам 4-секундной серии (95 баллов)                                               |
| 9     | Леурис Пупо           | Куба      | 293     | 291     | 584   | Проиграл квалификацию по итогам 4-секундной серии (95 баллов)                                               |
| 11    | Юликэ Казан           | Румыния   | 292     | 291     | 583   | |
| 12    | Иштван Ямбрик         | Венгрия   | 293     | 287     | 580   | |
| 12    | Владимир Вохмянин     | Казахстан | 289     | 291     | 580   | |
| 14    | Лайош Палинкаш        | Венгрия   | 291     | 288     | 579   | |
| 15    | Джон Макнелли         | США       | 285     | 293     | 578   | |
| 15    | Роман Шпиреля         | Хорватия  | 290     | 288     | 578   | |
| 17    | Нгуен Чунг Хьеу       | Вьетнам   | 288     | 289     | 577   | |
| 18    | Даниэль Сезар Фелисия | Аргентина | 288     | 283     | 571   | |
| 18    | Ли Хао Цзянь          | Гонконг   | 284     | 287     | 571   | |
| 20    | Дэвид Чемпэн          | Австралия | 287     | 270     | 557   | |
| —     | Цзо Чжун              | Китай     | DNS     | DNS     | DNS   | |

### Итоги квалификации
В ходе квалификации все три будущих призёра Игр в стрельбе набрали по 587 очков и автоматически вышли в финал. По словам российского участника Сергея Алифиренко, в квалификационном этапе все участники выступали очень плохо: при попадании, которое гипотетически могло быть оценено в 9.9 баллов, компьютер округлял в меньшую сторону, отбрасывая десятые, и выдавал 9 баллов. У самого Алифиренко накопилось 12 таких выстрелов в четырёх сериях, и подобные не совсем точные попадания были у многих участников игр. 
Ральф Шуман, который был фаворитом игр, одним из выстрелов набрал всего 8 баллов и попытался опротестовать свой результат, однако его протест оставили без удовлетворения, отобрав у Шумана 2 очка. От группы лидеров он отстал на 3 очка, что с учётом регламента финала не оставляло ему почти никаких шансов на попадание в тройку призёров при праве сделать всего 10 выстрелов. Более того, в финал он вышел только благодаря тому, что набрал больше баллов в третьей серии выстрелов в очном соревновании с ещё тремя участниками.

## Финал
| Место | Спортсмен         | Страна    | Квалификация | Финал   | Финал   | Финал | Итого |
| Место | Спортсмен         | Страна    | Квалификация | Раунд 1 | Раунд 2 | Всего | Итого |
| ----- | ----------------- | --------- | ------------ | ------- | ------- | ----- | ----- |
| 1     | Сергей Алифиренко | Россия    | 587          | 51.0    | 49.6    | 100.6 | 687.6 |
| 2     | Мишель Ансерме    | Швейцария | 587          | 49.5    | 49.6    | 99.1  | 686.1 |
| 3     | Юлиан Райча       | Румыния   | 587          | 49.6    | 48.0    | 97.6  | 684.6 |
| 4     | Эмил Милев        | Болгария  | 586          | 48.8    | 49.7    | 98.5  | 684.5 |
| 5     | Ральф Шуман       | Германия  | 584          | 49.2    | 50.1    | 99.3  | 683.3 |
| 6     | Олег Хвацовас     | Беларусь  | 586          | 46.6    | 49.8    | 96.4  | 682.4 |
| 7     | Кшиштоф Кухарчик  | Польша    | 584          | 48.1    | 50.1    | 98.2  | 682.2 |
| 8     | Афанасий Кузьмин  | Латвия    | 585          | 50.4    | 45.9    | 96.3  | 681.3 |

### Итоги финала
Победа Сергея Алифиренко в этом турнире принесла России первую после 1992 года золотую медаль в соревнованиях по пулевой стрельбе. Сам Алифиренко при этом говорил, что перед играми испытывал сильную боль в руке из-за мозоли, натёртой рукояткой, что могло повлиять на результат в квалификации, однако в финале боль ощущалась меньше. Ральф Шуман, который был фаворитом игр, из-за рокового промаха в квалификации не смог побороться в финале, финишировав только на 5-м месте.